# Windows RT
Windows RT (tidigare kallad Windows on ARM eller WOA) är en version av operativsystemet Windows för enheter som använder ARM-processorer, som till exempel surfplattor och mobiltelefoner. Windows RT kan officiellt endast köra appar från Windows Store förutom den mjukvara som ingår som standard, till exempel Microsoft Word, Excel, PowerPoint och OneNote. Microsoft säljer endast operativsystemet till hårdvaruproducenter, inte direkt till slutkunder.